# Microcaecilia taylori
Microcaecilia taylori es una especie de anfibio gimnofión de la familia Caeciliidae.
Habita en el suroeste del Surinam; también en el adyacente Pará (Brasil) y quizá en la República Cooperativa de Guyana. En el Surinam, se halla a una altitud de unos 300 metros.
Sus hábitats naturales incluyen bosques secos tropicales o subtropicales, sabanas, plantaciones, jardines rurales y zonas previamente boscosas ahora muy degradadas.